# Henri Pavillard
Pour les articles homonymes, voir Pavillard.
Henri, Léon, Jean Pavillard est un footballeur français né le 15 août 1905 à Héricourt et mort le 29 janvier 1978 dans le 18e arrondissement de Paris.
Il est qualifié par L'Auto dans le texte de présentation de la finale du championnat de France 1928 comme un joueur « correct avec une activité inlassable ».
Il débute à Alger à l'AS Saint-eugénoise avant de jouer pour le Stade français. 
International français, il porte le maillot tricolore à quatorze reprises entre 1928 et 1932 et en est le capitaine lors de quatre matchs en 1930. Il prend part au tournoi de football des Jeux olympiques où la France perd au premier tour contre l'Italie (4-3). 